# Autoestrada ferroviária

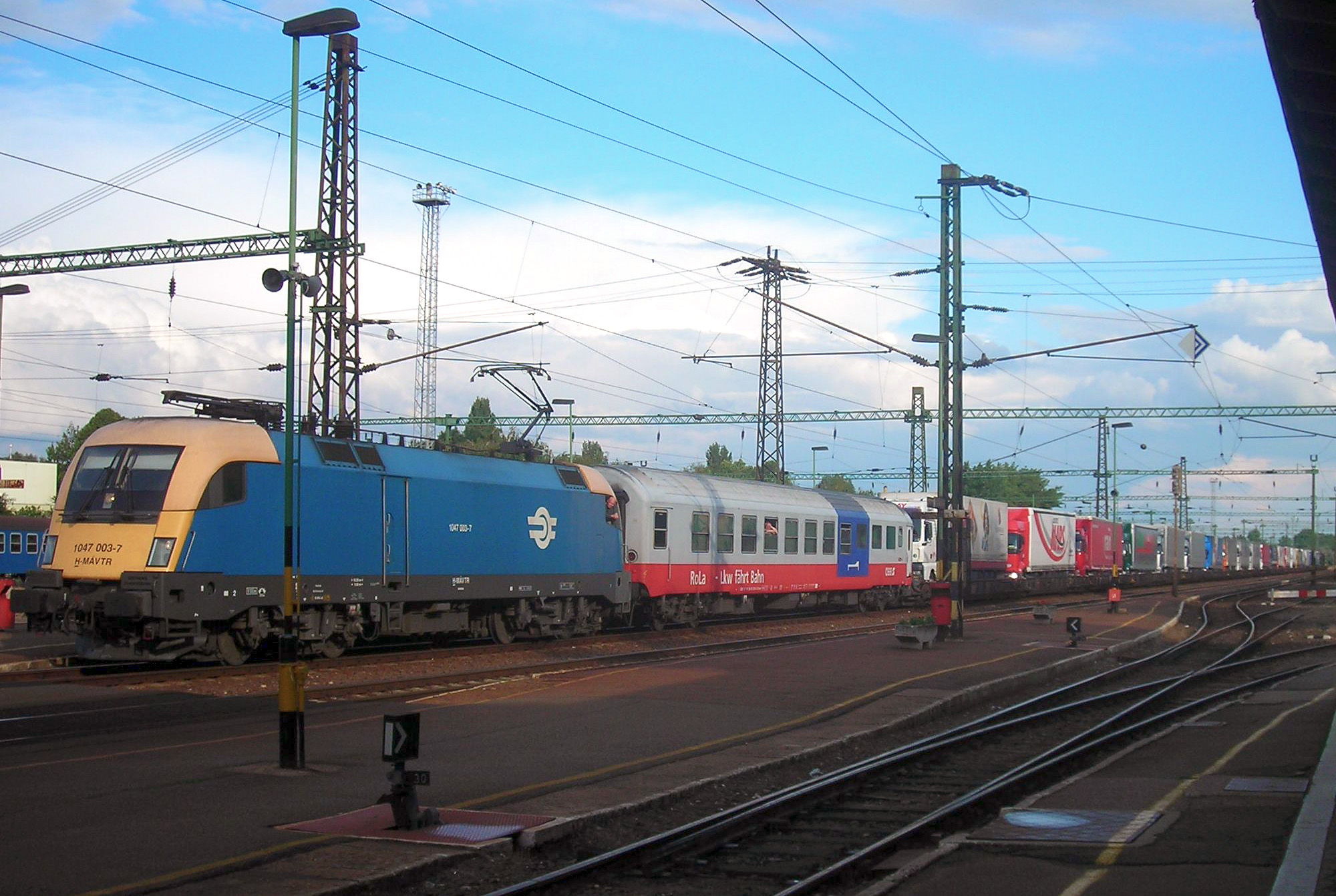
Trem (comboio) pertencente a uma autoestrada ferroviária na Hungria.

Uma autoestrada ferroviária é um sistema de transporte combinado que consiste numa linha expressa de caminho-de-ferro destinada ao transporte de camiões (caminhões). Os camiões percorrem por estrada o trajeto até ao início da autoestrada ferroviária, montam-se em vagões especiais, e são descarregados na estação final para continuar por estrada para o destino.
Tem como fim juntar as vantagens de economia e segurança do caminho-de-ferro e do acesso direto até ao destino do transporte por camião. 